# Cetoscarus
Cetoscarus – rodzaj morskiej ryby z rodziny skarusowatych (Scaridae).

## Występowanie
Indopacyfik, od Afryki po Australię i Oceanię.

## Klasyfikacja
Gatunki zaliczane do tego rodzaju:
- Cetoscarus bicolor
- Cetoscarus ocellatus